# Elisabetta Casellati
Maria Elisabetta Alberti Casellati (n. 12 august 1946, Rovigo, Veneto, Italia) este o politiciană italiană.